# Castiglione di Paludi
Castiglione di Paludi est un site archéologique situé dans la commune de Paludi, dans la province de Cosenza en Calabre,.

## Description
Le site est situé sur une colline à environ 8 km de la mer Ionienne.
Il comprend une nécropole de l'âge du fer (IXe et VIIIe siècles av. J.-C.) et un centre fortifié du IVe et IIIe siècles av. J.-C. La ville de la phase la plus récente est entourée d'un remarquable mur d'enceinte, construit en opus quadratum de blocs de grès, avec une porte d'accès, une cour intérieure et deux tours circulaires du côté est, des poternes et une tour circulaire en haut de la colline. À l'intérieur de la ville, les fouilles ont révélé un théâtre avec des sièges creusés dans la roche ou construits dans la partie inférieure de la cavea en blocs de grès, qui devaient constituer un lieu de rencontre et plusieurs bâtiments d'habitation. Un dépôt de terres cuites votives creusé à l'extérieur de la porte principale témoigne de l'existence d'un petit lieu de culte.
Les fouilles ont été menées de 1949 à 1956 et ont repris entre 1978 et 1993, tandis que plus tard le site a été d'abord abandonné, puis réaménagé en parc archéologique, inauguré en 2016.
En raison de la présence de cachets à tuiles osques, la ville est supposée être un centre bruttien, identifié à Cossa, mentionné dans un fragment d'Hécatée de Milet (VIe siècle av. J.-C.) et dans le Commentaires sur la guerre civile de Jules César, qui la place au rang des territoires de Thourioï .

Alternativement, sur la base du fait que les sources font référence à des époques pour lesquelles les fouilles n'ont pas documenté de vestiges archéologiques, sur la base du concept avancé de rempart défensif et sur la base de la découverte d'inscriptions grecques sur le site, il a été supposé que le centre était de fondation de la Grande-Grèce et passée plus tard sous contrôle des Bruttiens, et hypothétiquement identifiée avec une ville fortifiée construite par Alexandre le Molosse, roi d'Épire, sur le territoire de Thourioï, sur la rivière Acalandros, dont Strabon dit : 

« Le centre aurait été construit comme siège de la Lega italiota (it) pour remplacer l'Héraclée de Tarente. »

## Galerie

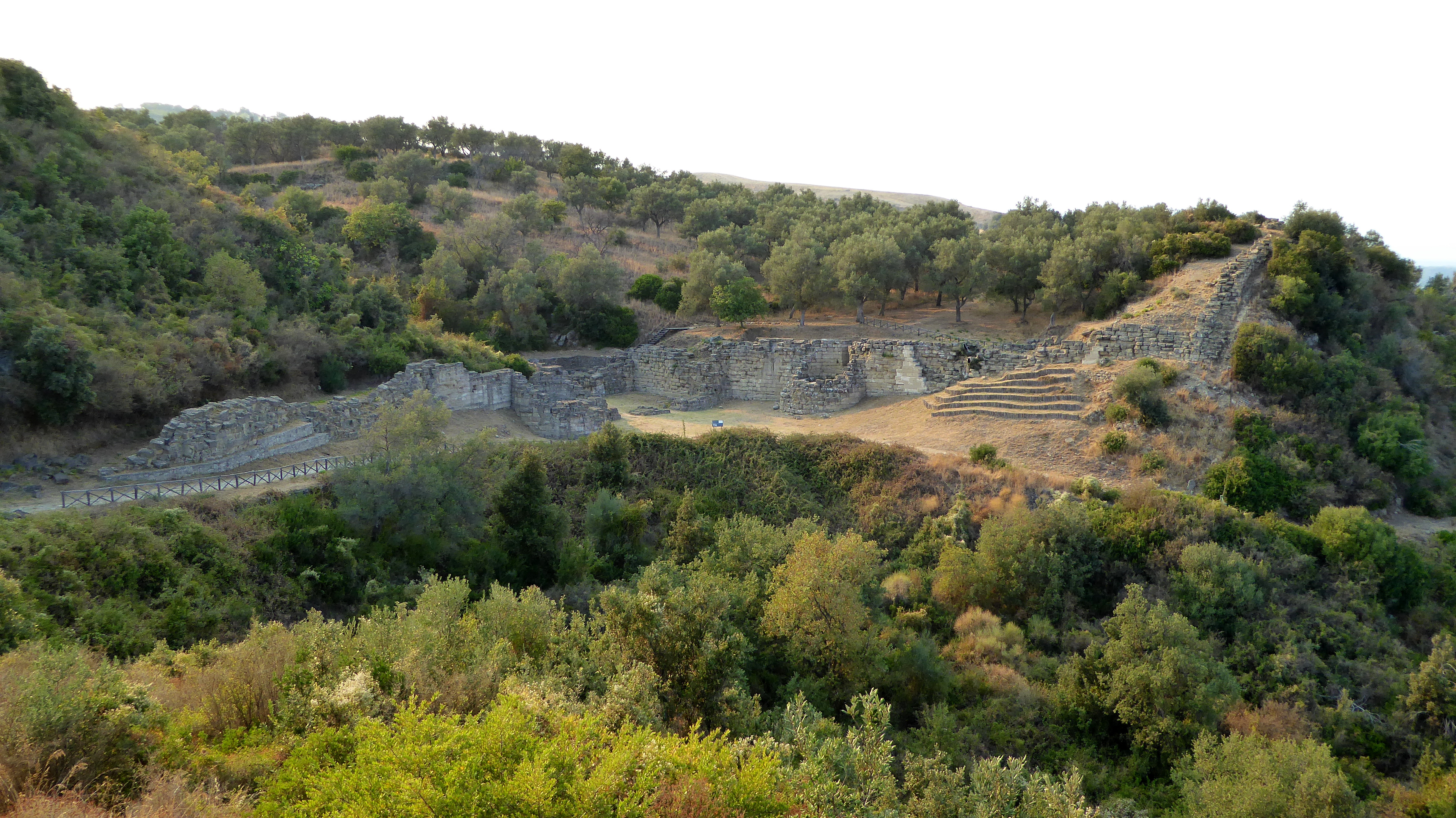
La porte est de l'enceinte.
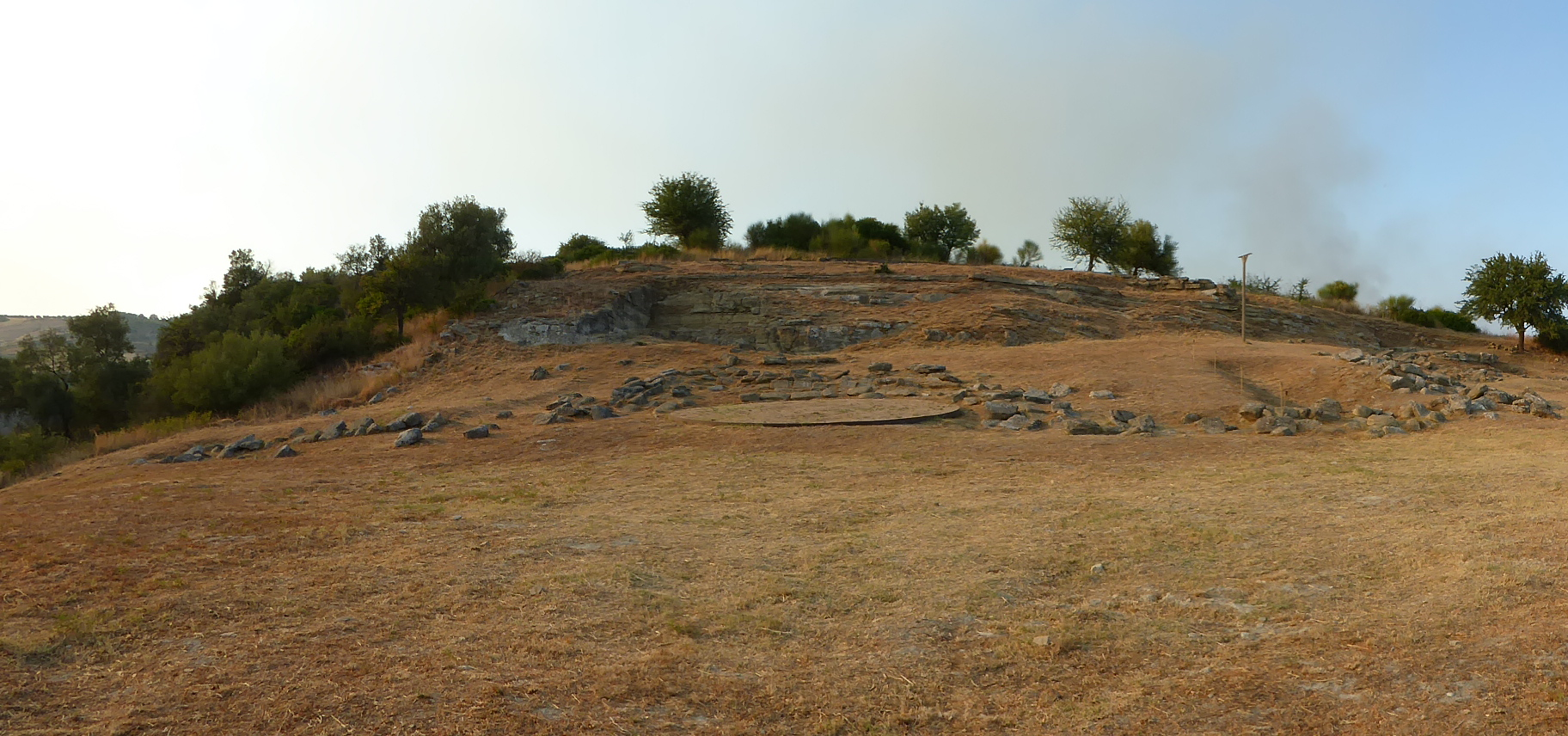
Le théâtre.